# Meta Muscat
Meta Muscat (* 9. August 1903 in Kassel; † 15. Januar 1978 Trendelburg) war eine deutsche Malerin.

## Leben
Meta Muscat studierte auf der Kunstgewerbeschule Kassel. Ab 1923 war sie als technische Zeichnerin tätig und ein Jahr Schülerin von Walter Schliephacke. Von 1926 bis 1929 als Innenarchitektin arbeitend, war sie danach freischaffend und wohnte bis 1947 in Kassel. Muscat zog nach dem Krieg nach Hofgeismar lebte dort bis 1961. Die letzten Jahre verbrachte sie in Trendelburg. Immer wieder malte sie Landschaften, Stillleben und Orte aus der Region Hofgeismar, Trendelburg und Reinhardswald. Muscat starb 1978 und ist auf dem Friedhof in Trendelburg beigesetzt.
Muscat malte Hessische Landschaften der Region, Bildnisse, Stillleben und Orte, Burgen und viele weitere Motive Nordhessens. Sie malte ihre Bilder im impressionistischen Stil und kombinierte ihre Pinseltechnik gern mit einer Spachteltechnik.

## Werke
- Kartoffelernte, im Herbst.
- Blumenstillleben, bunter Herbststrauß.
- Liegende Katze, ganz Portrait.
- Wiesenlandschaft, im Sommer.
- Trendelburg, Steinweg Burgansicht.
- Hofgeismar, drei Kirchtürme von der alten Bleiche.
- Pferde im Mauerpark, unter Eichen im Tierpark Sababurg.
- Gottsbüren, Deiseler Weg.
- Gottsbüren, Deiseler Weg mit Kirche.
- Gottsbüren, Deiseler Weg mit Fachwerkhäusern
- Dorfansicht, mit Pferdefuhrweg.
- Dorfstrasse, in Grebenstein.
- Dorfstrasse, in Friedrichsdorf.
- Diemelaue, mit Eberschützer Klippen.
- Parforcejagd, im Herbst.
- Burg Sababurg, im Sommer